# Карл Руберл
Карл Руберл (Беч 3. октобар 1881 — Њујорк 12. децембар 1966) је бивши аустријски пливач, учесник на Летњим олимпијским играма 1900. у Паризу.
Руберл је на Играма учествовао у три дисциплине, различите по стилу пливања, а све су биле на дистанци од 200 метара. У дисциплини 200 м леђно је био други, 200 м слободно трећи, а на 200 м са препрекама четврти.
После Олимпијских игара емигрирао је у САД, где после четири године постаје амерички држављанин при чему је променио име у Чарлс Руберл. Наставио је да се бави пливањем у Пливачком клубу Њујорк и оборио је неколико америчких рекорда у пливању. По завршетку пливачке каријере радио је у банкарству, а затим је учествовао у оснивању брокерске куће Бејнбриџ, Рајан и Руберл за трговину акцијама на Њујоршкој берзи.
Чарлс Руберл такође био страствени музичар и свирао је на бруклинској Академији за виолину и клавир. 
Пензионисан је пре краха берзе 1929. и живео је у Њујорку све до _смрти1966. године.
Био је велики пријатељ са аустријским пливачем Отом Валеом са којим је заједно после Олимпијских игара 1900 емигрирао у САД. 